# Aeródromo de Palmapampa
Aeródromo de Palmapampa (IATA: SPPE) es un aeropuerto que sirve la ciudad de Palmapampa en la Región Ayacucho del Perú. La pista de aterrizaje está al lado de la carretera AY-101 Santa Rosa - Samugari.